# Edin Salaharević
Edin Salaharević (Zvornik, 15. svibnja 1973. – logor Sušica u Vlasenici, 13. rujna 1992.), bosanskohercegovački košarkaš tuzlanskog kluba Sloboda Dite bošnjačkog podrijetla, jedan od najvećih talenata juniorske reprezentacije Jugoslavije. Ubijen je 1992. u srpskom logoru Sušica tijekom rata u Bosni i Hercegovini.

## Životopis
Edin Salaharević je rođen 1973 u Zvorniku u obitelji Muhameda i Hatidže Salaharević. Odrastao je s mlađim bratom Nedimom u Vlasenici, gradu na istoku Bosne i Hercegovine navijajući za splitski Hajduk.
Košarkašku je karijeru započeo 1985. u KK Boksit iz Vlasenice. Godine 1989., sa 16 godina, Edin se preselio u Tuzlu, gdje je u KK Sloboda Dita nastavio trenirati s juniorima. Prvi trener bio mu je Sead Žunić. U sezoni 1991./92., na završnom turniru juniorskog prvenstva Jugoslavije, koje je od 21. do 23. ožujka 1992. bilo odigrano u Tuzli, Edin Salaharević je sa svojim klubom KK Sloboda Dita osvojio prvo mjesto. S Damirom Mulaomerovićem, suigračem iz kluba, je bio proglašen za najboljeg igrača turnira. Osim s Mulaomerovićem igrao je u generaciji s Asimom Paščanovićem, Edinom Delićem, Vladimirom Vukičevićem i dr. Iste sezone, bio je i član seniorske ekipe KK Sloboda Dita te KK Bor iz Srbije za koji je igrao pomoću dvojne registracije i gdje je bio na posudbi iz KK Sloboda Dita. 
Edin Salaharević je bio jedan od najvećih talenata koji su ikada igrali u Mejdanu (košarkaška dvorana KK Sloboda Dita). U vrijeme početka rata u Bosni i Hercegovini, živio je u Tuzli. 
Godine 1992. došao je u Vlasenicu iz Bora posjetiti obitelj za Bajram i to svega nekoliko dana prije nego što su snage Vojske Republike Srpske okupirale grad. Došao je na samo par dana da bi se odmorio i spremio za odlazak u Beograd na pripreme juniorske Jugoslavenske košarkaške reprezentacije. Juniorska reprezentacija Jugoslavije je trebala odigrati kvalifikacije za Europsko omladinsko prvenstvo u Poljskoj. U Vlasenici, s obitelji, bio je u kućnom pritvoru od 1. travnja pa sve do 13. rujna 1992 godine. Edina i njegova oca Muhameda su iz njihove kuće u logor Sušica odvele srpske snage.
Još prije nego je odveden u smrt čelni ljudi Košarkaškog saveza Jugoslavije i Srbije su pokušali izvući Edina iz Vlasenice. Od sigurne smrti nije ga spasilo niti inzistiranje čelnika KK Partizana i KK Crvene zvezde da bude pušten. Pravomoćno osuđeni ratni zločinac Predrag Bastah je tada izjavio kako nijedan Salaharević neće ostati živ.
Edin Salaharević i njegov otac su mučki ubijeni 13. rujna 1992 godine u logoru Sušica. Godine 2009. Identifikacijski centar u Tuzli je u jednoj od masovnih grobnica identificirao posmrtne ostatke Edina Salaharevića, dok ostaci njegovog oca Muhameda još uvijek nisu pronađeni. Prema identifikacijskom nalazu Edin je prije smrti bio mučen. 
Pet godina mlađi brat Nedim uspio je izbjeći istu sudbinu i s majkom Hatidžom je, s ostalom djecom i ženama Vlasenice, autobusima bio prebačen u Tuzlu. Od sigurne smrti ga je spasio pripadnik Srpske dobrovoljačke garde koji je zaustavio Bastaha i rekao: "Pusti ga, on je još dete." Nedim je posljednji put vidio brata 13. rujna 1991. ispred logora Sušica kada mu je Edin uz zagrljaj poručio "Nemoj se brinuti, pustit će nas za dan ili dva.".